# Carlos A. Larreguy
Carlos Alberto Larreguy (Viedma, Río Negro, 2 de septiembre de 1944 - San Javier, Santa fe, 15 de agosto de 2015) fue un ingeniero agrónomo y político  justicialista argentino que se desempeñó como Intendente Municipal de la Ciudad de Viedma, Legislador Provincial, Convencional Nacional Constituyente y Diputado Nacional por la provincia de Río Negro, también fue el 29.º Presidente del  Consejo Profesional de Ingeniería Agronómica entre los años 2010 y 2012.

## Biografía[1]
Inició su carrera política en la Ciudad de Viedma provincia de Río Negro, Argentina. Se caracterizó por ser el primer intendente de la ciudad a partir del retorno de la democracia bajo el Gobierno Constitucional del Dr Raúl Alfonsín y la gobernación de la provincia por parte de Dr. Osvaldo Álvarez Guerrero.
De extensa y reconocida trayectoria  Partido Justicialista se afilio en el año 1982 para luego ser secretario general de la Unidad Básica de la Capital Provincial y luego presidente del Partido Justicialista de la Provincia de Río Negro.
Fue presidente del Concejo Deliberante de Viedma en el período 1983-1985, cuando todavía no existía la figura de intendente. Luego subsecretario Nacional de Desarrollo Regional de Economía en 1989.
Fue electo y participó como convencional constituyente para la reforma de la Constitución Nacional de 1994.
En 1991 asumió como legislador provincial, y renovó su mandato en 1995 hasta 1999. Fue presidente del bloque del Frente para el Cambio. Incansable, denunció presuntos actos de corrupción durante la gobernación radical de Horacio Massaccesi.
En las elecciones nacionales del 14 de octubre de 2001 encabezó la lista y fue electo diputado nacional por el PJ hasta el 2005.
El 17 de noviembre de 2002 participó en la interna justicialista como precandidato a gobernador junto a Juan Carlos Del Bello y Carlos Soria, que fue el ganador. Larreguy se identificaba con el referente del peronismo nacional de Carlos Menem.
En lo partidario ocupó varios cargos. Fue secretario de la Unidad Básica de Viedma durante tres períodos, secretario de Finanzas del Consejo Provincial del PJ entre 1989 y 1991, y presidente del Consejo Provincial del Partido Justicialista provincial tras las internas de 1998.
Dentro de su dilatada militancia siempre reivindicó "el concepto de la identidad peronista". "Soy un peronista de cuna", afirmaba.

## Presidencia CPIA
Durante el año 2010 y junto con otros colegas  Ingenieros Agrónomos se presentó a elecciones en el  Consejo Profesional de Ingeniería Agronómica donde desbancó del poder al tres veces por entonces presidente Carlos H. Cadoppi que venía sosteniendo de manera interrumpida la presidencia siendo tres veces el mismo y otras veces personas de su confianza.
Retirado de la política, falleció en agosto de 2015, sus restos fueron velados y alojados en la localidad de General Roca en la Provincia de Río Negro